# Жан Рено
Хуан Морено и Ерера Хименез (шп. Juan Moreno y Herrera Jiménez; Казабланка, 30. јул 1948), познат као Жан Рено (фр. Jean Reno) је француски глумац шпанског порекла.

## Биографија
Рено је рођен као Хуан Морено и Херера Хименез, 30. јула 1948. у Казабланки, у Француском Мароку. Његови родитељи су били Шпанци, пореклом из Санлукар де Барамеда и Херез де ла Фронтера у Андалузији. Преселили су се у северну Африку да нађу посао и побегну од Франковог режима. Рено има млађу сестру по имену Марија Тереза („Маите“); деца су васпитавана као католици. Отац им је био линотипограф. Њихова мајка је умрла када је он био тинејџер.
Са 17 година, Рено се са породицом сели у Француску, где је студирао глуму на Школи драме Курс Симон у Паризу. Рено је такође служио у француској војсци, пошто је његова војна служба постала обавезна када је његова породица добила француско држављанство.
Рено је научио шпански од својих родитеља, арапски и француски док је одрастао у Мароку, а италијански због посебног интересовања и глуме у италијанским филмовима.
Открио га је Лик Бесон понудивши му улогу у филму Велико плаветнило. Потом следе филмови Леон професионалац и Никита. Рено је сарађивао са готово свим великанима француског филма: Жераром Депрадјеом, Кристијаном Клавјеом, Франсисом Вебером, Жан-Мари Поареом и Матјеом Касовицом. Три пута је номинован за награду Цезар у категорији за најбољег глумца - два пута за главну мушку улогу у филмовима Леон професионалац и Посетиоци, а једном за споредну улогу у Великом плаветнилу.
Један је од ретких француских глумаца који је остварио запажену каријеру у Холивуду: Немогућа мисија са Томом Крузом, Годзила са Метјуом Бродериком, Ронин са Робертом де Ниром, Пинк Пантер са Стивом Мартином и Да Винчијев код са Томом Хенксом.
Изузетно је популаран у Јапану. Мање је познато да је одбио улогу Морфеуса у Матриксу (улога је припала Лоренсу Фишберну) како би играо у филму  Годзила који је знатно лошије прошао код публике.
Рено је објавио свој први роман „Ема“ 2024. године.

## Лични живот
Рено се оженио својом првом женом, Женевијевом, 1977. године; развели су се 1988. Рено се оженио својом другом женом, пољском манекенком Натали Дискијевич, 1995; развели су се 2001. године. 29. јула 2006, Рено се оженио по трећи пут, са британском манекенком и глумицом пољског порекла, Зофијом Боручком. Председнички кандидат Никола Саркози био му је кум (Рено је подржао Саркозија за француске председничке изборе 2007). Рено има шесторо деце, по двоје из сваког брака.
Рено има три куће у Паризу, Малезији и Лос Анђелесу. Он је двојни држављанин Француске и Шпаније. У интервјуу из 2016. Рено је изјавио „његови корени су пре свега шпански, андалузијски.“

## Филмографија
| Улоге Жана Реноа |                                    |               |                      |          |
| Година           | Српски назив                       | Изворни назив | Улога                | Напомена |
| 1988.            | Велико плаветнило                  |               | Енцо Молинари        |          |
| 1990.            | Никита                             |               | Виктор               |          |
| 1991.            |                                    |               |                      |          |
| 1993.            | Посетиоци                          |               | Годфроа од Монмираја |          |
| 1993.            |                                    |               | Чарли Бер            |          |
| 1994.            | Професионалац                      |               | Леон                 |          |
| 1995.            | Француски пољубац                  |               | инспектор Жан-Пол    |          |
| 1995.            |                                    |               | Карло                |          |
| 1996.            | Немогућа мисија                    |               | Франц Кригер         |          |
| 1996.            | Јагуар                             |               | Жан Кампана          |          |
| 1997.            | Розанин гроб                       |               | Марчело              |          |
| 1997.            |                                    |               |                      |          |
| 1998.            | Посетиоци 2                        |               | Годфроа од Монмираја |          |
| 1998.            | Годзила                            |               | Филип Роше           |          |
| 1998.            | Ронин                              |               | Винсент              |          |
| 2001.            | Гримизне реке                      |               | инспектор Пјер Ниман |          |
| 2001.            | Посетиоци освајају Америку         |               | Тибо од Малфета      |          |
| 2002.            | Ролербол                           |               | Алексис Петрович     |          |
| 2002.            | Васаби                             |               | Ибер Фиорентини      |          |
| 2002.            | На седмом небу                     |               | Феликс               |          |
| 2003.            | Завежи и бежи                      |               | Руби                 |          |
| 2004.            | Корзиканац                         |               |                      |          |
| 2004.            | Царство вукова                     |               | Жан-Луј Шифер        |          |
| 2004.            | Гримизне реке 2: Анђели апокалипсе |               | инспектор Пјер Ниман |          |
| 2004.            | Хотел Руанда                       |               |                      |          |
| 2006.            | Пинк Пантер                        |               | Жилбер Понтон        |          |
| 2006.            | Да Винчијев код                    |               | Бези Фаш             |          |
| 2006.            |                                    |               |                      |          |
| 2006.            |                                    |               | Жабац                | Глас     |
| 2006.            | Тигар и змај                       |               |                      |          |
| 2009.            | Пинк Пантер 2                      |               | Жилбер Понтон        |          |
| 2011.            | Маргарет                           |               | Рамон                |          |
| 2016.            | Посетиоци 3                        |               | Годфроа од Монмираја |          |